# 闊黽蝽
闊黽蝽（学名：Metrocoris esakii）为黽蝽科闊黽椿屬下的一个种。